# Unione dei comuni Paestum Alto Cilento
L'Unione dei Comuni Paestum Alto Cilento è un'unione di comuni della Campania, in provincia di Salerno, formata dai comuni di: Agropoli, Capaccio Paestum, Cicerale, Laureana Cilento, Lustra, Perdifumo, Prignano Cilento, Rutino e Torchiara.
Per statuto l'unione si occupa di questi servizi:
- raccolta rifiuti
- mense scolastiche
- manutenzione impianti sportivi
- servizi sociali
- protezione civile
- musei
- servizi ricreativi, culturali e del turismo
- avvocatura
- servizio gestione delle entrate tributarie
- servizio polizia municipale
- servizio urbanistica e gestione del territorio
- servizi manutentivi
- mobilità - sistema trasporti intercomunali
- sportello unico informagiovani
- sportello unico delle attività produttive e commerciali
- servizio affissioni
- difensore civico
- nucleo di valutazione